# Samfund
Et samfund er et fællesskab af individer. Etymologisk er det afledt af "at finde sammen". Begrebet ses anvendt om dyr, men refererer hyppigst til mennesker. Ifølge antropologen Maurice Godelier er det menneskelige samfund i kontrast til de nærmest stående biologiske slægtninge blandt primaterne baseret på hankønnets dominans i familien.
Alle mennesker fødes ind i en gruppe, som normalt er en familie, hvor barnet hurtigt knytter sig til sine forældre og søskende. Når gruppen har organiseret sig således, at dens medlemmer i et eller andet omfang deler institutioner, kultur, regler og/eller normer, udgør den et samfund. Samfundene kan operationelt opdeles ud fra lokale, regionale og nationale forhold. I en national kontekst opfattes samfundet ofte som en magt, der udgår fra staten eller kontrollen over statens myndigheder. Efter 2. verdenskrig har begrebet "verdenssamfundet" været anvendt, som regel med henvisning til FN som organisatorisk udgangspunkt for dette samfunds retningslinjer. Den skotske økonom
Adam Smith hævdede, at "et samfund kan bestå af forskellige mennesker, eller af forskellige merkantile interesser med udgangspunkt i dets nytteværdi, uden nogen form for indbyrdes kærlighed eller venskabelige følelser, når blot de ikke gør hinanden skade".

## Begrebsafklaring
Et samfund er et system, der bygger på sociale relationer mellem medlemmerne.
I den klassiske liberalisme og socialisme opfattes samfundet som synonymt med en nation eller stat. I den klassiske konservatisme anses samfundet for at være institutioner, der er underlagt statslig kontrol og udfylder væsentlige funktioner. Samfundets virkefelt har tidligere været analyseret med udgangspunkt i suverænitetsbegrebet, men nyere forskning opfatter samfundet som noget, der både kan være mere omfattende og mere afgrænset end en given stats suverænitetsområde.
Eksempelvis danner de kristne menigheder i Danmark et samfund, som har helt andre dimensioner end den danske stats. Samfund kan også være identisk med subkulturer, hvilket i reglen ikke skaber problemer (jf. det ovenstående eksempel). Kun når småsamfundene begynder at anfægte statens autoritet (retshåndhævelse, suverænitet, grænsekontrol, flagning osv.) kan der opstå konflikter. Hizb ut-Tahrir er et eksempel på et samfund, der både overskrider nationale grænser og har givet anledning til konflikter med myndighederne., blandt andet fordi organisationen opfatter selvmordsbomber som "legitime martyrhandlinger".
Samfundene og deres struktur har ændret sig gennem tiden. Normalt inddeles denne udvikling i faser: det traditionelle samfund, det moderne samfund og det senmoderne samfund. I Danmark betegner det traditionelle samfund tiden indtil industrialiseringen i slutningen af 1800-tallet. Den næste periode er det moderne samfund, som er karakteristisk for det danske samfund indtil murens fald i 1989. Det senmoderne samfund er den samfundstype, som også betegnes som "videnssamfundet", baseret på datateknologi.
Samfund associerer til begreber som: statistik, demografi, politik, økonomi, lov og ret, statsforvaltning, lokalforvaltning, uddannelse, opdragelse, undervisning, kulturformidling, forsikring, forsorg, omsorg, folkekultur mv.

## Samfundets institutioner
Den mindste enhed i et samfund er familien. I sociologien kan familien opfattes som grundstrukturen i et samfund, men oftere anses den som en institution i samfundet.
En anden afgrænset samfundsenhed er foreningen, hvor individerne gennem medlemskab udøver en fælles interesse, f.eks. idræt. Lokalt findes der ligeledes en række offentlige institutioner, som er indordnet samfundsstrukturen og løser forskellige opgaver.
Staterne er de lokale samfunds fælles aktør, som bl.a. varetager borgernes fælles interesser og sikkerhed. Staterne kan enten opfattes som et anarki, hvor forskellige magtkonstellationer kæmper om herredømmet eller som en ordnet struktur, der er underkastet fælles spilleregler.Efter afslutningen af 2. verdenskrig etableredes FN med henblik på at skabe konsensus mellem staterne og undgå krige fremover. FN's muligheder for sanktioner overfor medlemslandene er nedfældet i en række konventioner.